# Гегский водопад
Ге́гский водопа́д (он же Черкесский водопад) — водопад в Абхазии высотой около 70 метров (по другим данным, 50—55 м). Расположен в северных отрогах Гагрского хребта на высоте 530 метров над уровнем моря, в борту долины реки Гега, в шести километрах от места её слияния с рекой Юпшара.

## География
Река Гега длиной 25 км (крупнейший из правых притоков реки Бзыбь) протекает по узкому и весьма живописному ущелью, образуя в своём течении многочисленные пороги и водопады. На одном из участков часть реки скрывается в карстовой расщелине (эта пещера-расщелина называется Черкесский водопад) и, пройдя длительный путь по подземным коридорам и гротам, обрывается водопадом.
От места выхода воды на дневную поверхность вглубь горы простирается пещера общей протяжённостью 315 м, при перепаде высот от входа до верхней точки, равном ста метрам. Пещера была обследована спелеологами Сибири в 1984 году.
Вода в водопаде ледяная, а у подножья горы, с которой падает водяная масса, обычно снег лежит до конца лета. Слева от водопада имеется грот, образованный выходом воды из боковых расщелин. Вода из расщелин славится своей чистотой, и именно отсюда её берут для питья. Высота проёма грота около 15 м, ширина 35 м.
Гегский водопад пользуется большой популярностью у туристов.

## В кино
На съёмках фильма «Приключения Шерлока Холмса и доктора Ватсона» сцена схватки Холмса с профессором Мориарти была снята на фоне именно этого (а не Рейхенбахского) водопада. Здесь же снимались и сцены фильмов «Рикки-Тикки-Тави», «Спортлото-82», а также несколько сцен грузинского многосерийного фильма «Берега» (по роману Чабуа Амирэджиби «Дата Туташхиа»).

## Галерея

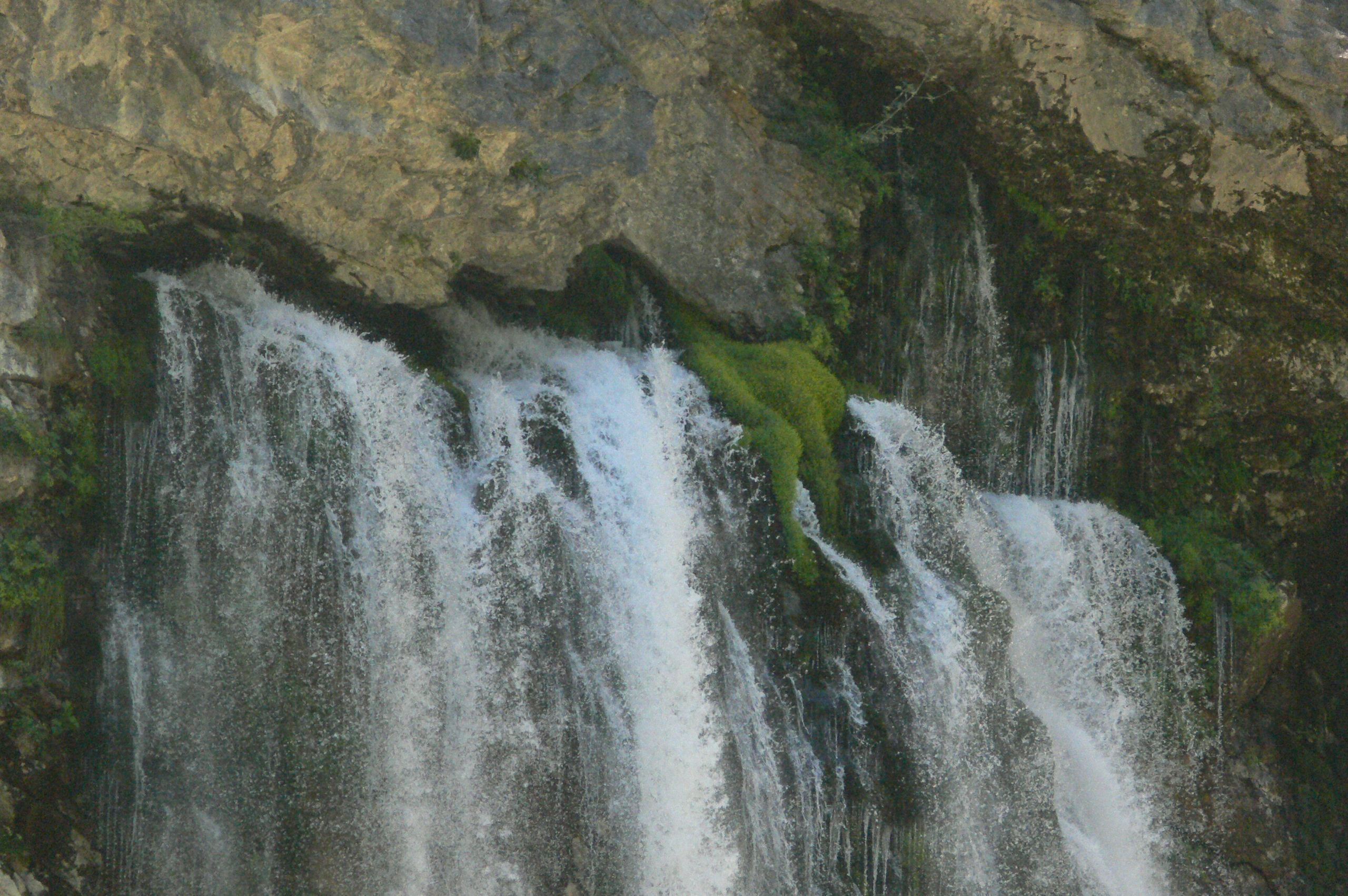
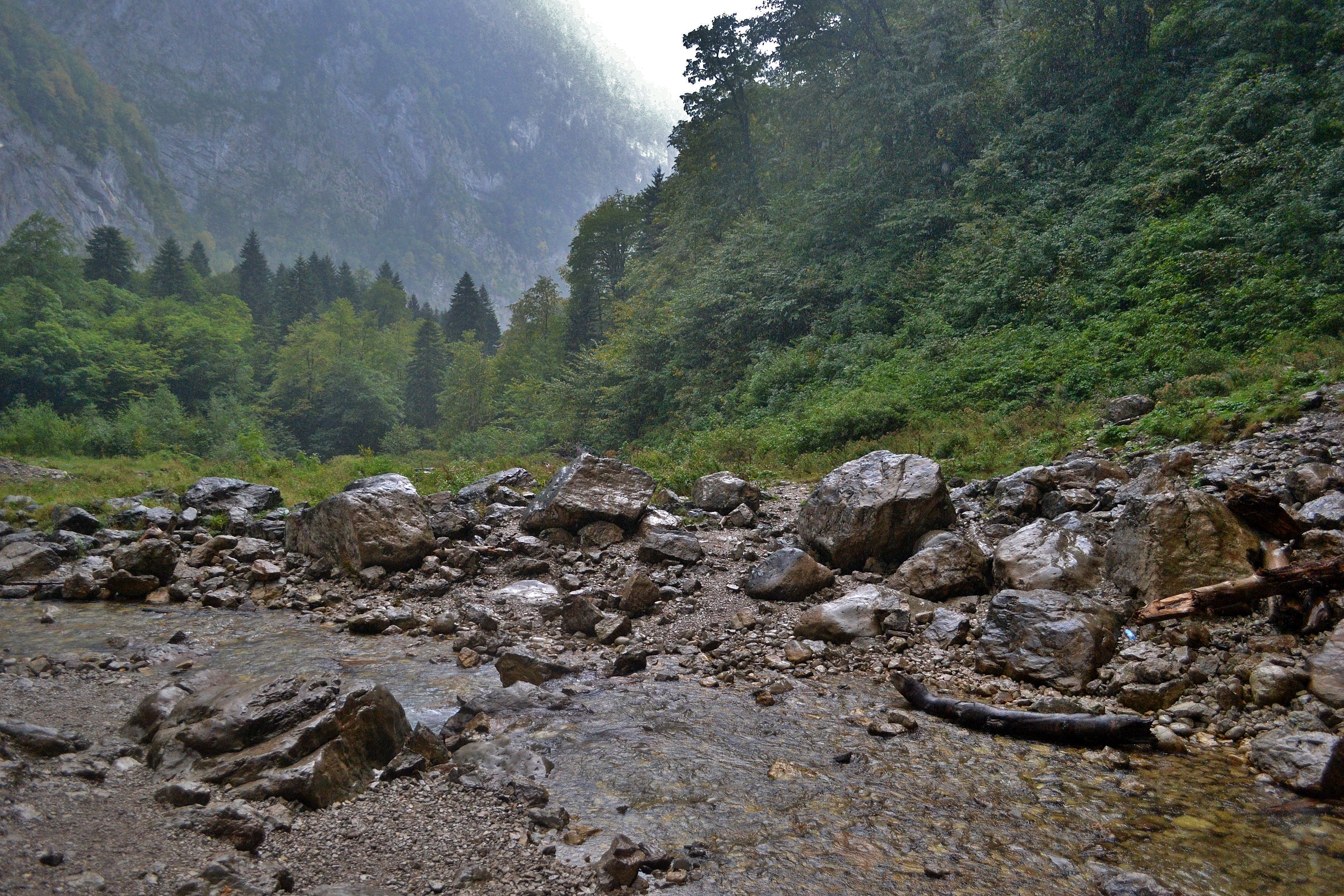
Гегский водопад. Течение от истока
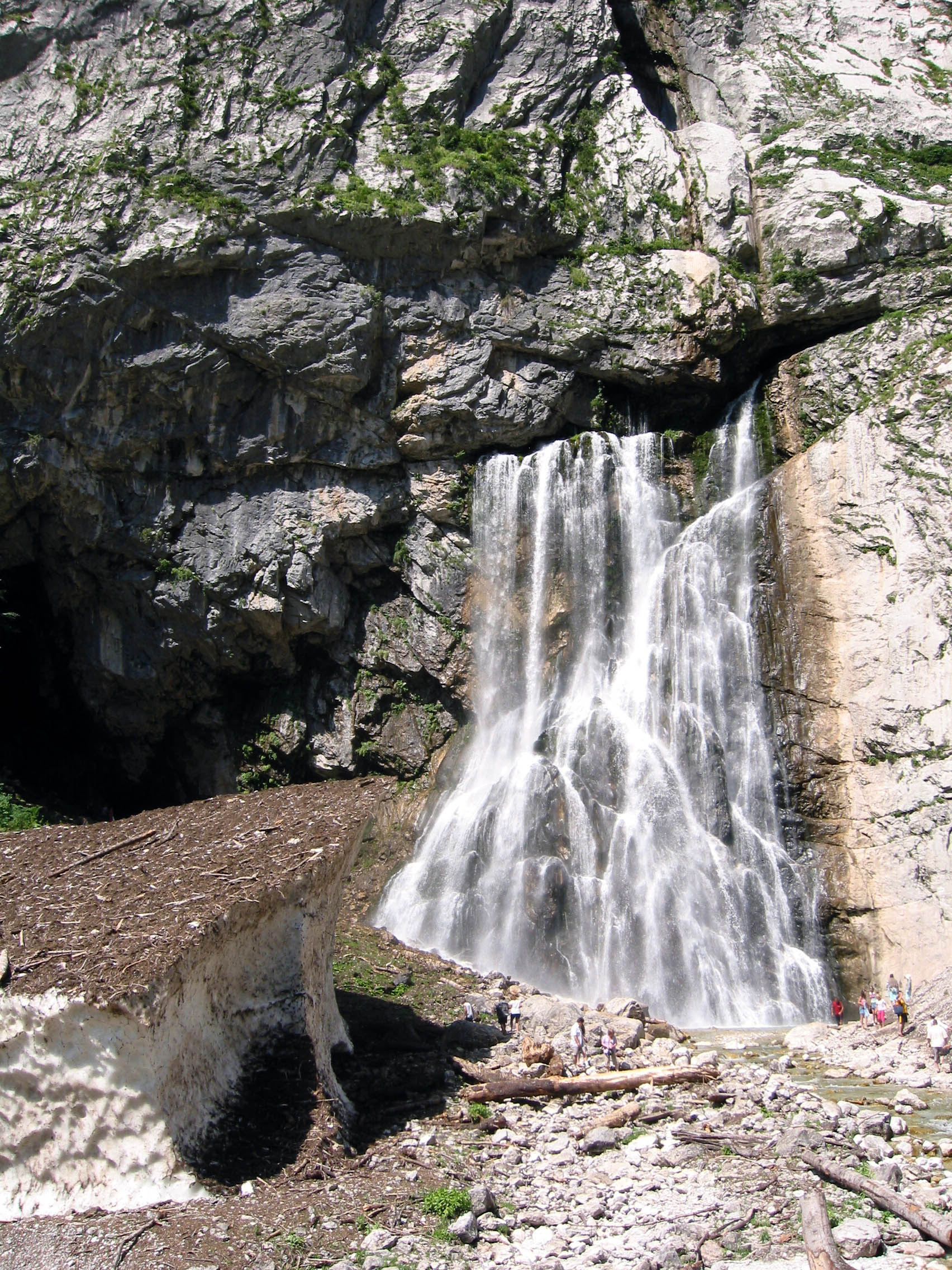
Гегский водопад. Слева виден снежник
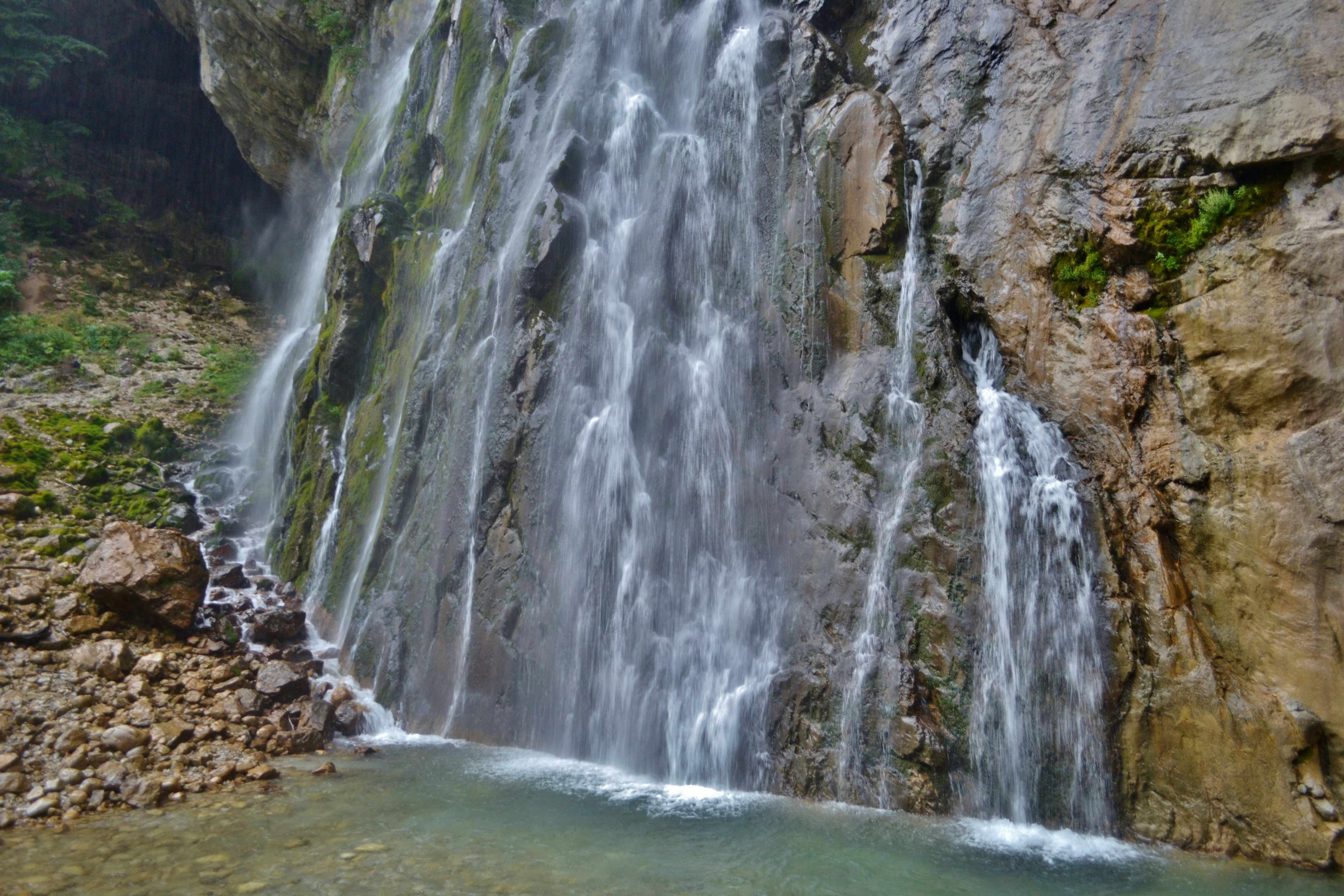
Гегский водопад. Слева вверху вход в грот
- Гегский водопад, видео